# 広重ぶるう
『広重ぶるう』（ひろしげぶるう）は、梶よう子による日本の歴史小説。
小説新潮に2019年4月号から2020年8月号まで「東都の藍」の題名で連載され、2022年（令和4年）5月30日に『広重ぶるう』に改題されて新潮社より単行本として刊行された（発売日は6月1日）。10月6日、本屋が選ぶ時代小説大賞の候補作品に選ばれた。
翌年（2023年）4月12日、第42回新田次郎文学賞に選ばれた。
2024年、NHKにてテレビドラマ化された。

## 登場人物
- 歌川広重（うたがわ ひろしげ）
- 加代（かよ） - 広重の妻。
- 歌川国貞（うたがわ くにさだ）
- 葛飾北斎（かつしか ほくさい）
- 竹内孫八（たけのうち まごはち）

## 書誌情報
- 単行本：2022年6月1日発売[4]、新潮社、ISBN 978-4-10-336854-0
- 文庫本：2024年1月29日発売[8]、新潮社〈新潮文庫〉、ISBN 978-4-10-120955-5

## テレビドラマ
2023年（令和5年）7月13日、NHK BSプレミアム4Kに於いてテレビドラマ化すること、および出演者、スタッフが発表された。2024年（令和6年）1月18日、放送日程および語りに檀ふみを配したことが発表された。
2024年3月23日にBSプレミアム4Kで、4月27日にNHK BSで放送された。
再編集版がNHK総合の「特選!時代劇」で2024年6月23日から7月7日まで3週連続で放送された。

### キャスト
歌川広重（うたがわ ひろしげ）
演 - 阿部サダヲ
主人公。
加代（かよ）
演 - 優香
広重の妻。
歌川国貞（うたがわ くにさだ）
演 - 吹越満
葛飾北斎（かつしか ほくさい）
演 - 長塚京三
竹内孫八（たけのうち まごはち）
演 - 高嶋政伸
安藤十右衛門
演 - 笹野高史
広重の養祖父。仲次郎の父。
安藤仲次郎
演 - 若林時英
安藤十右衛門と後妻・しづとの間に生まれた嫡子。広重より年下だが叔父にあたる。
しづ
演 - 黒沢あすか
安藤十右衛門の後妻で、仲次郎の母。
昌吉
演 - 川原瑛都（少年期）、二宮慶多(1839年 - )
広重の弟子。
岡島武左衛門
演 - 勝村政信
定火消与力。狩野派・林斎として絵師でもある。
岩戸屋喜三郎
演 - 渡辺いっけい
栄林堂・主人。昔から広重と付き合いのある版元。
お栄
演 - 中島ひろ子
葛飾北斎の娘。
寛治
演 - 前野朋哉
「摺政」の摺師。
川口屋
演 - 小松和重
版元の「川口屋」の主人。
山田屋
演 - みのすけ
版元の「山田屋」の主人。
竹内孫八の兄（質屋）
演 - 野添義弘
質屋を経営する、竹内孫八の兄。
お安（やす）
演 - 山本裕子、
広重の家に住み込みで働くことになる飯炊き女。

### スタッフ
- 脚本 - 吉澤智子[7]
- 演出 - 井上昌典[7]
- 音楽 - 遠藤浩二[7]
- 語り - 檀ふみ[10]
- 浮世絵考証 - 浅野秀剛、日野原健司
- 浮世絵指導 - 向井大祐
- 筆遣い指導 - 松原亜実
- 時代考証 - 山村竜也
- アクション指導 - 東山龍平（ジャパンアクションエンタープライズ）
- 資料提供 - 公益財団法人アダチ伝統木版画技術保存財団、ブルックリン美術館、東京都立図書館
- 制作統括 - 佐野元彦[7]、松田裕佑[7]、遠藤理史[7]
- 製作協力 - 松竹撮影所[13]